# Le Freak
Le Freak är en stor disco-hit från 1978 av gruppen Chic. Låten är skriven av Nile Rodgers och Bernard Edwards. Låten skrevs ursprungligen som en protest mot dörrvakterna på New York-discoteket Studio 54 som nyårsafton 1977 vägrat släppa in gruppmedlemmarna trots att de bjudits in av Grace Jones. Den medtogs på gruppens andra studioalbum C'est Chic. Le Freak var den skiva som sålt mest genom tiderna på Atlantic Records och den singel som sålts mest inom Warner Music Group tills den 1990 slogs av Madonnas "Vogue".
Från år 2018 finns inspelningen bevarad i USA:s kongressbiblioteks National Recording Registry.

## Listplaceringar
| Lista (1978-1979) | Position                |
| ----------------- | ----------------------- |
| Australien        | 1 (Kent Music Report)   |
| Finland           | 20                      |
| Frankrike         | 2                       |
| Irland            | 20                      |
| Kanada            | 1 (RPM)                 |
| Nederländerna     | 5                       |
| Norge             | 9 (VG-lista)            |
| Nya Zeeland       | 1                       |
| Schweiz           | 2                       |
| Spanien           | 10                      |
| Storbritannien    | 7 (UK Singles Chart)    |
| Sverige           | 6 (Sverigetopplistan)   |
| Sverige           | "Heta Högen" i Poporama |
| USA               | 1 (Billboard Hot 100)   |
| Västtyskland      | 5                       |
| Österrike         | 6                       |